# Saviranna
Saviranna is een plaats in de Estlandse gemeente Jõelähtme, provincie Harjumaa. De plaats heeft de status van dorp (Estisch: küla).

## Bevolking
Het dorp had 82 inwoners op 31 december 2011 en 102 inwoners op 31 december 2021.

## Ligging
Saviranna ligt aan de Finse Golf.

## Geschiedenis
Saviranna ontstond pas in 1922 als nederzetting op het voormalige landgoed van Maardu. In 1977 fuseerde het dorp met Kallavere, maar in 2010 werd het weer een zelfstandig dorp.